# Реквијем (Табуки)
Реквијем : једна халуцинација (порт. Requiem), роман је писца Антонија Табукија (итал. Antonio Tabucchi Пиза 23.9.1943 – Лисабон, 25.3.2012), италијанског књижевника и професора португалске књижевности и језика. Књига је написана 1991. године на португалском језику, а на српски језик је преведена 2008. године у издању Паидеие. 

## О делу
По правилу би реквијем требало да буде написан на латинском језику. Овај роман је написан на португалском јер аутор не зна довољно латински језик да би могао да пише на њему. Табуки је напоменуо да не може реквијем да напише на италијанском и да то мора да уради на неком другом језику. Овај роман је на неки начин омаж Португалији коју је прихватио као своју земљу, али је и она њега прихватила.
Место догашања је Лисабон, једне вреле јулске недеље, на крају двадесетог века. Главни јунак је и проповедач који говори о сусретима са необичним ликовима: дрогирани младић, стара Циганка, продавац прича. Необично је да се приповедач сусреће и са мртвима који су из његове прошлости. Сваки од тих сусрета су и посебне наративне целине.
Осим халуцинације, роман је и лутање, скитња по граду. Путовање креће са докова Алкантаре, приповедач има низ састанака на које треба да стигне у току истог дана, да се одмори од несносне врућине, да обиђе гробље. Чини се да је то сан, а не само халуцинација. 
Цео роман подсећа на стварање приче по принципу омнибус филмова.

### Лисабон из једне моје књиге
Ово је поглавље књиге Антониа Табукија Путовања и друга путовања где је описао роман Реквијем. Главни јунак је једног летњег поподнева читао књигу испод дрвета у хладовини у природи изван Лисабона. Одједном се нашао као катапултиран на неком од докова града Лисабона.

## Личности
- Дрогирани младић
- Хроми продавац лозова
- Таксиста
- Шанкер у Бразилејри
- Стара Циганка
- Чувар гробља
- Тадеуш
- Господин Казимиро
- Жена господина Казимира
- Рецепционар пансиона Изадора
- Изадора
- Виријата
- Млади отац
- Бармен Музеја старе уметности
- Сликар копист
- Кондуктер
- Светионичарева жена
- Домаћин Алентешке куће
- Изабела
- Продавац прича
- Маријица
- Мој гост
- Хармоникаш